# The Rainmaker (pel·lícula de 1997)
 The Rainmaker és una pel·lícula dels Estats Units dirigida per Francis Ford Coppola estrenada el 1997 adaptació de la novel·la homònima de John Grisham, publicada el 1995. És protagonitzada per Matt Damon, Danny DeVito, Danny Glover, Claire Danes, Jon Voight, Roy Scheider, Mickey Rourke, Virginia Madsen, Mary Kay Place i Teresa Wright en la seva darrera pel·lícula.
El cap de setmana d'estrena, la pel·lícula va ocupar el tercer lloc darrera Anastasia i Mortal Kombat: Annihilation, guanyant $10,626,507. La pel·lícula va recaptar 45.916.769 dòlars a la taquilla dels Estats Units. superant els 40 milions de pressupost.

## Argument
Rudy Baylor s'ha fet advocat per vocació. Jove, ingenu i pobre, té a més l'inconvenient de viure a Memphis, ciutat que vessa d'homes de llei. Després d'haver fet el tomb pels gabinets, aconsegueix un lloc en un dels menys lluents, dirigit per un especuladora notòria, vinculada a la màfia local. El seu patró li assigna un mentor astut i dinàmic que l'espavilarà de pressa sobre les realitats amagades de la seva nova professió. Rudy s'ocuparà de tres assumptes, un d'ells contra una temible i poderosa companyia d'assegurances.

## Repartiment
- Matt Damon: Rudy Baylor
- Danny DeVito: Deck Shifflet
- Claire Danes: Kelly Riker
- Jon Voight: Leo F. Drummond
- Mary Kay Place: Dot Black
- Dean Stockwell: Juge Harvey Hale
- Teresa Wright: Colleen 'Miss Birdie' Birdsong
- Virginia Madsen: Jackie Lemancyzk
- Mickey Rourke: Bruiser Stone
- Andrew Shue: Cliff Riker
- Red West: Buddy Black
- Johnny Whitworth: Donny Ray Black
- Wayne Emmons: Prince Thomas
- Adrian Roberts: Butch
- Roy Scheider: Wilfred Keeley

## Crítica
La pel·lícula va rebre crítiques positives i la pel·lícula va obtenir una valoració del 83% a Rotten Tomatoes, percentatge basat en 46 ressenyes, amb una nota mitjana de 6,9 sobre 10. El consens crític del lloc recull: "Animat per un repartiment amb talent i la intensa direcció de Francis Ford Coppola, The Rainmaker és un drama legal satisfactori, i possiblement el millor de les moltes adaptacions de John Grisham de Hollywood." A Metacritic, la pel·lícula té una valoració de 72 sobre 100 basada en 19 comentaris de crítics, fet que indica "ressenyes generalment positives".